# Antonio del Pollaiolo
Antonio del Pollaiolo o Antonio Benci (Firenze, 1431 circa – Roma, 4 febbraio 1498) è stato un pittore, scultore e orafo italiano.

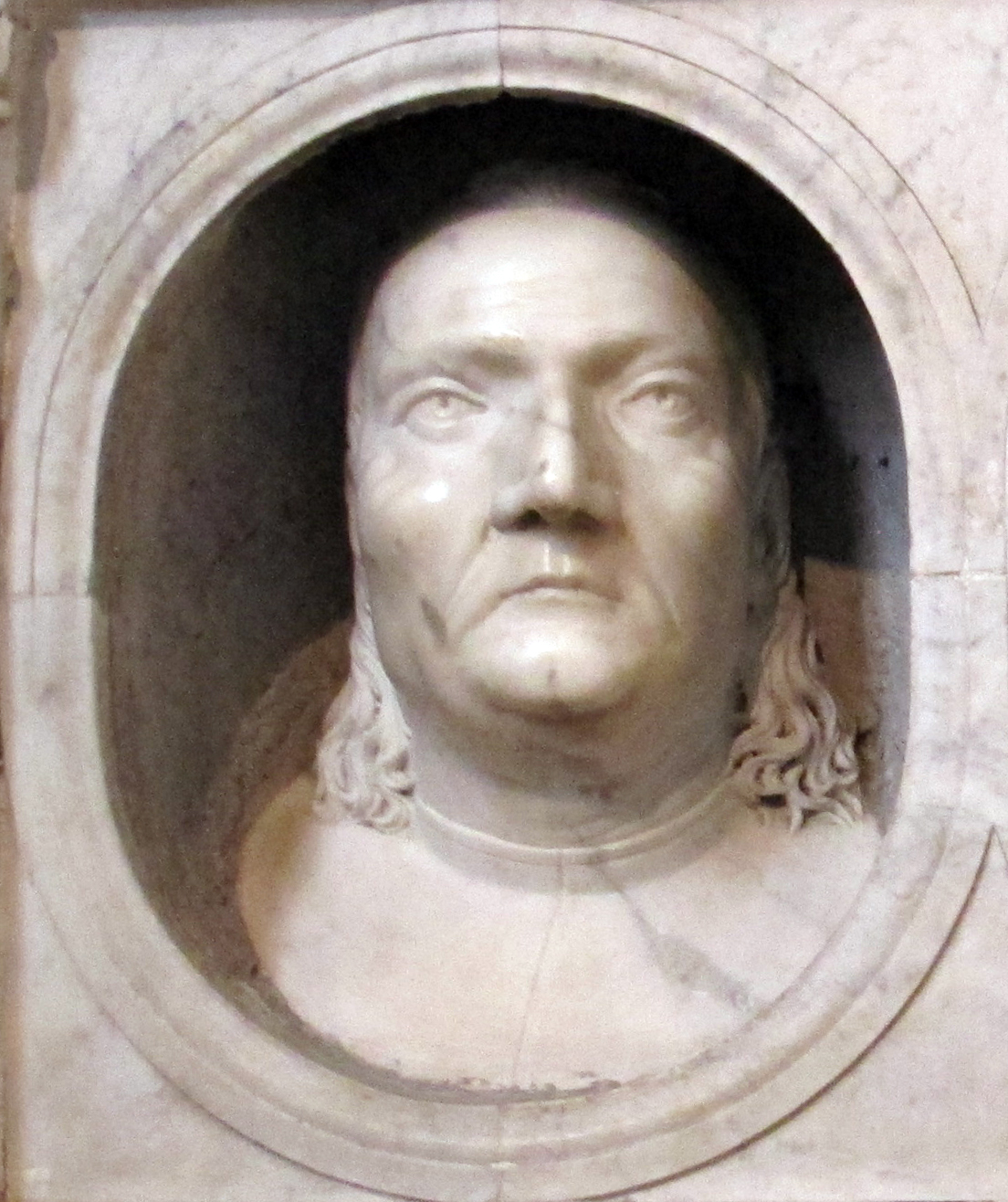
Antonio del Pollaiolo

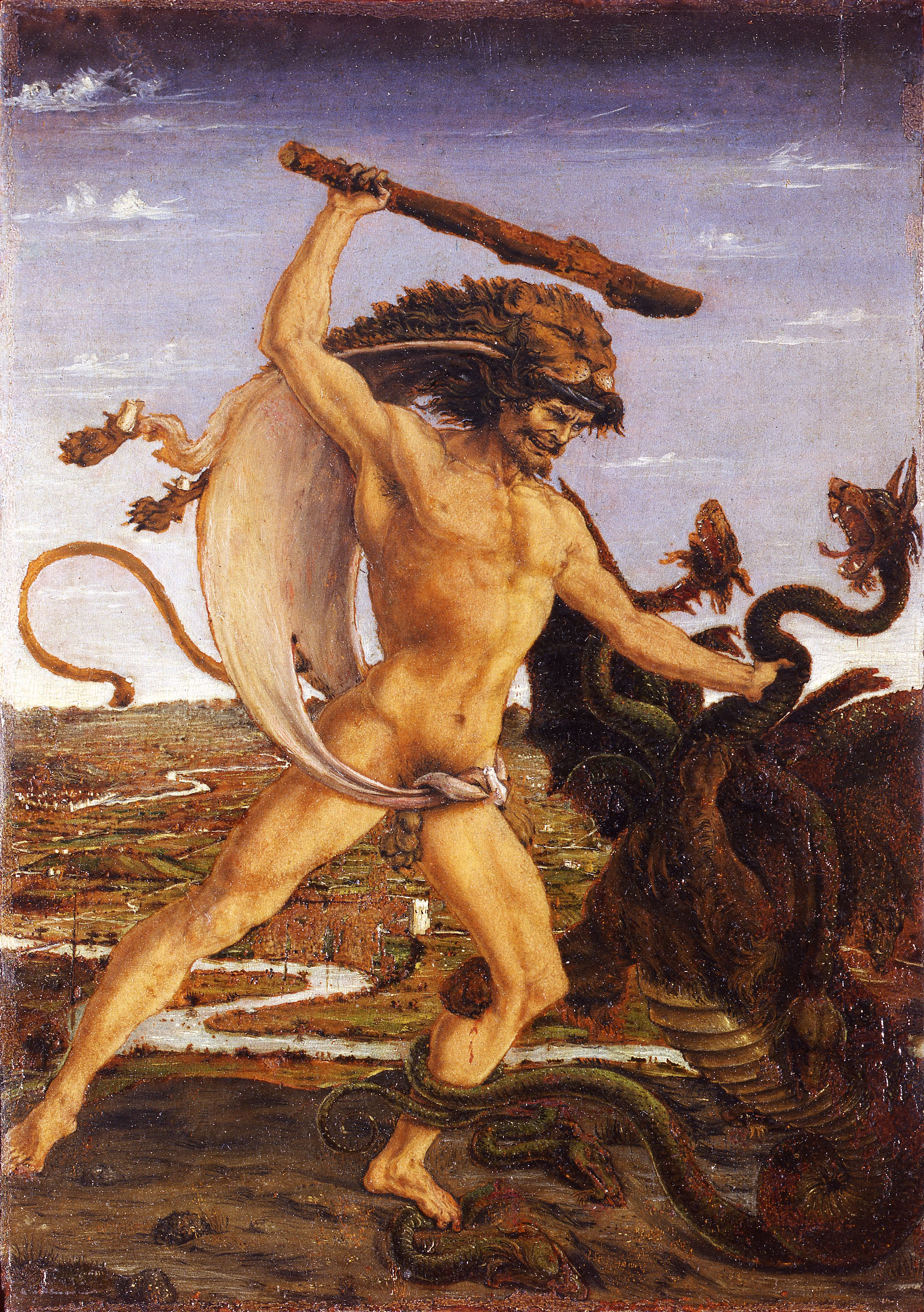
Ercole e l'idra, Firenze, Uffizi

Fu discepolo di Domenico Veneziano, ma subì una forte influenza artistica da Donatello e da Andrea del Castagno. 
Ebbe un fratello minore, Piero del Pollaiolo (1441/1442 - post 1485), anche lui noto artista.
Spaziò dalla pittura alla scultura all'oreficeria, esprimendo le arti come strumento per esternare il suo stile, che sovente minimizzava la rappresentazione in sé, per uscire prepotentemente.
La sua bottega fu una delle più importanti ed interessanti a Firenze, ed era in competizione con quella di un altro grande maestro: Andrea del Verrocchio.
Presso Antonio erano impiegati numerosi apprendisti e collaboratori, impegnati nella produzione di statue, dipinti, opere a rilievo e anche manufatti tessili. 

## Lo stile

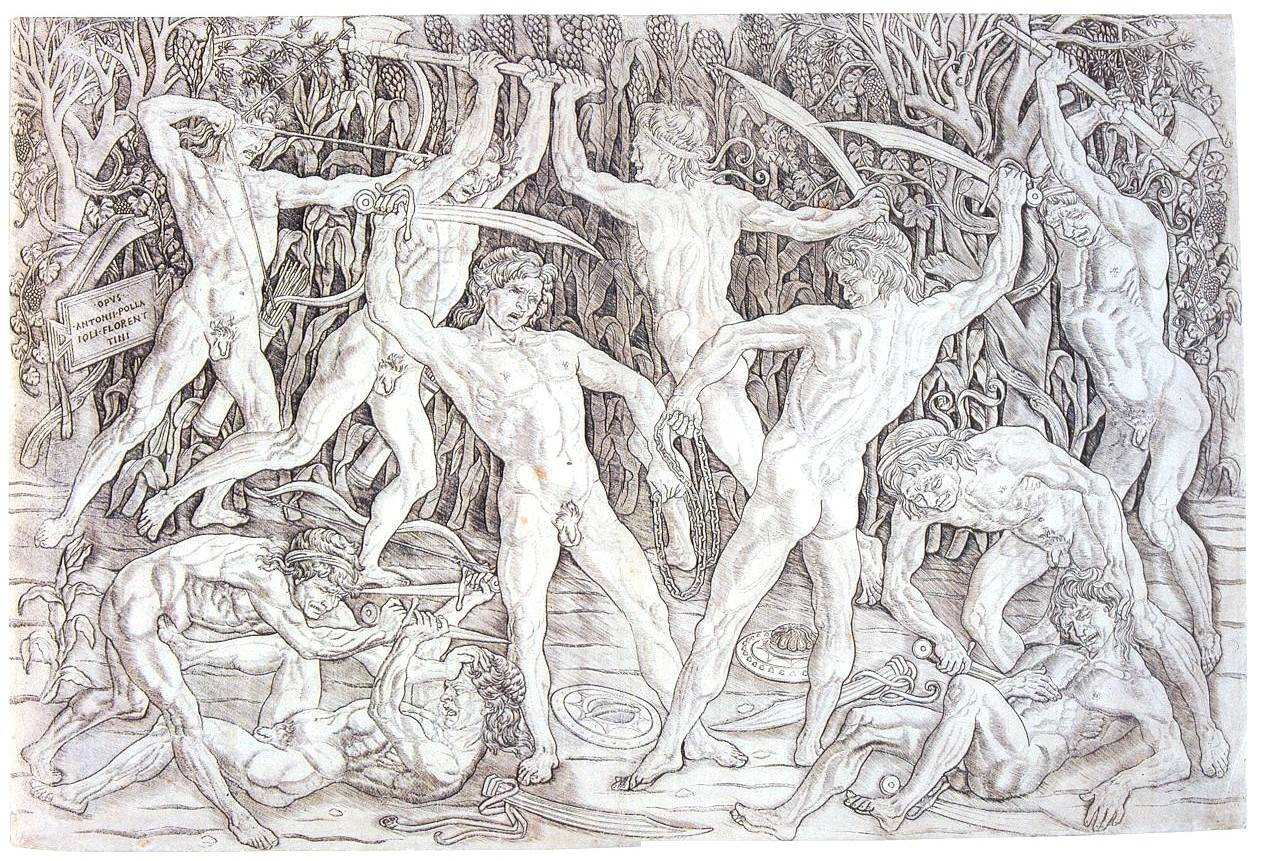
Battaglia di dieci uomini nudi, 1471-72

L'attività del Pollaiolo dimostra chiaramente la sostanziale indifferenza dell'ambiente artistico fiorentino verso le influenze provenienti dall'esterno; gli artisti locali, ad esempio, si disinteressarono quasi del tutto delle proposte di Piero della Francesca, che pure si era formato in città (dal mese di febbraio del 1439) frequentando la bottega di Domenico Veneziano e rielaborando poi secondo i suoi personali ideali il linguaggio di Masaccio e di Brunelleschi.
Ciò che invece caratterizza maggiormente le opere del Pollaiolo si mostra in perfetto contrasto con lo stile di Piero della Francesca, che attraverso la sua ricostruzione assolutistica e simbolica del mondo, aveva cercato di offrire certezze di valori immutabili, celando quanto di mutevole possa esistere nella natura.
Antonio, invece, tese sempre ad esaltare questa mutevolezza, il divenire incessante di ogni cosa rappresentato attraverso la riscoperta del dinamismo dell'arte classica. Egli comprese infatti che gli antichi non si erano semplicemente limitati a raffigurare corpi ben proporzionati, solidi e plastici, ma anche a rendere il senso di movimento delle loro azioni: ecco perché i tratti distintivi dello stile del Pollaiolo sono il marcato linearismo, in continuità con quella che era stata la corrente dominante tra gli artisti già dai tempi di Filippo Lippi e Andrea del Castagno, ed il grande dinamismo delle figure.
Egli unì allo studio delle proporzioni antiche una profonda conoscenza dell'anatomia umana, per conferire ai suoi personaggi maggiore coerenza e credibilità; un primo esempio in questo senso è dato dalla Battaglia dei nudi, un'incisione su rame, di cui un esemplare si conserva al Museum of Art di Cleveland, Stati Uniti. La scena non ha un senso preciso, se non quello di presentare un repertorio di figure nel corso di un'azione di guerra e riunite in un insieme ben bilanciato. La propensione dell'artista verso il linearismo risulta evidente dalle linee di contorno dei personaggi, ciascuno immortalato nell'atto di compiere il suo gesto, con particolare attenzione alla resa naturale dei corpi.
Questa incisione ebbe molta influenza sulla realizzazione del Combattimento tra Amore e Castità di Perugino, realizzato per lo studiolo di Isabella d'Este, oggi al Museo del Louvre e sulla Battaglia di Cascina di Michelangelo.

## Le sculture

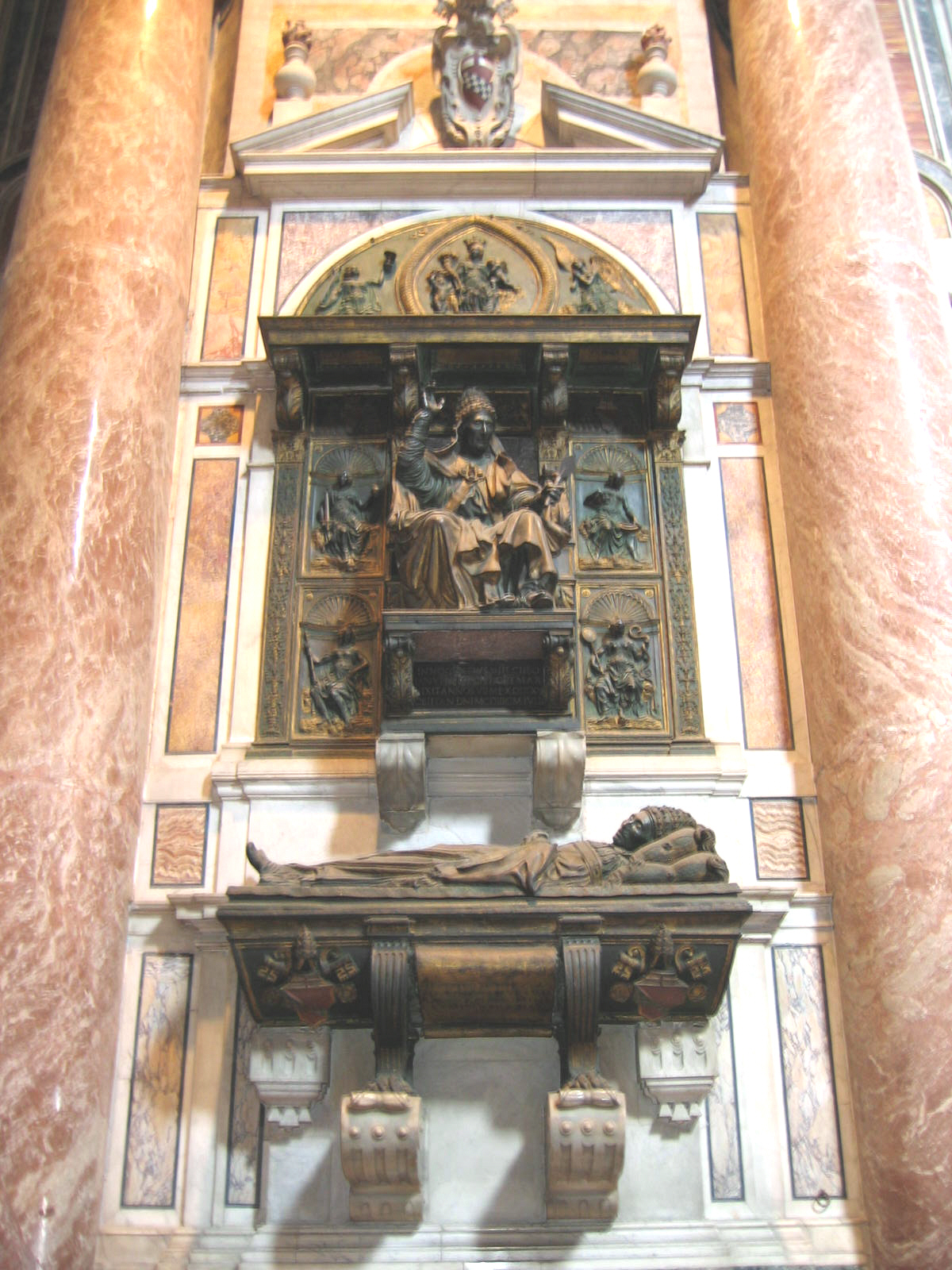
La tomba di Innocenzo VIII (1497)

Nel campo della scultura Antonio prediligeva le piccole composizioni in bronzo e non si rivolse mai al marmo, con l'eccezione del ritratto virile, oggi al Museo del Bargello nella sala del Verrocchio. Resta un'unica terracotta attribuitagli con certezza: si tratta di un giovane guerriero, modello per un bronzo forse mai realizzato, caratterizzata da una vivace rappresentazione del movimento.
La prima opera assegnabile ad Antonio è la grande Croce d'argento del Tesoro di San Giovanni, all'Opera del Duomo di Firenze (1457 - 1459), realizzata in collaborazione con Francesco Betti. Antonio fu pagato 2006 fiorini per la parte inferiore, mentre Betti 1030 per quella superiore.
Tra le opere più celebri, va innanzitutto menzionato il gruppo di Ercole e Anteo, eseguito per Lorenzo il Magnifico, oggi al Museo Nazionale del Bargello a Firenze, databile al quinquennio 1475 circa. Le figure sono disposte su due archi contrapposti e spiccano per la forte gestualità e l'esasperazione dei movimenti; molto accurata è la resa dei dettagli anatomici, attraverso linee nette che quasi "scarnificano" il modello, fino ad individuare i tendini tesi per lo sforzo, mentre dal punto di vista iconografico, si nota il pieno recupero del mito antico, per cui Ercole è vestito solo con una pelle di leone e Anteo è completamente nudo.Tale opera fu commissionata dal Lorenzo il Magnifico, sulla base di un testo di Plinio il vecchio che ne dà una descrizione avendola veduta a Roma.
Altro celebre bronzetto (altezza 40,5 cm) è l'Ercole in riposo (1475 - 1480), oggi agli Staatliche Museen di Berlino. Ercole, nudo, ha ai suoi piedi la pelle del leone nemeo, mentre nella mano sinistra stringe i pomi delle Esperidi. 
Assegnato ad Antonio anche il grande Crocifisso (160 x 160 cm) in sughero (1470 - 1480) oggi nella Basilica di San Lorenzo a Firenze. La scelta del materiale, sughero, è dettata dalla destinazione dell'opera: si tratta infatti di una croce processionale.
Pur essendo uno degli artisti più amati dal Magnifico, Antonio trascorse l'ultima fase della sua vita a Roma; partì nel 1484 (seguito dal fratello Piero) e fu prevalentemente impegnato nella realizzazione di due importanti monumenti funerari, considerati i suoi massimi capolavori nell'ambito della scultura.
Il primo è il monumento funebre per Sisto IV risale agli anni 1484-1493 e si trova esposto all'interno del Museo del Tesoro di San Pietro, nella Sagrestia di San Pietro in Vaticano; venne commissionato dal cardinale Giuliano della Rovere, futuro Papa Giulio II e fu realizzato in bronzo, a dimostrazione dell'altissima qualità di cesello raggiunta dallo scultore. Il defunto è posto su un largo catafalco elegantemente decorato e circondato dalle personificazioni delle Virtù e delle Arti, in omaggio al mecenatismo che aveva contraddistinto il suo pontificato e tra cui spicca la Prospettiva, musa del Rinascimento.
L'altra opera, che ebbe una notevole influenza sull'ambiente artistico locale è il monumento a Innocenzo VIII, situato nella Basilica di San Pietro in Vaticano, ma fortemente rimaneggiato; il Pollaiolo adottò in questo caso il modello della tomba a muro, ma la particolarità sta nel fatto che la figura del pontefice appare due volte, in basso, disteso sul letto da morto, ed in alto seduto, vivo, nell'atto di benedire. Questo nuovo impianto compositivo ebbe un notevole successo a Roma e costituisce l'originale alternativa proposta da Antonio al tipico modello della tomba a parete della tradizione fiorentina.

## Le pitture
Contemporaneamente all'attività di scultore Antonio vi affiancò quella di pittore, cosa che manifestava il suo bisogno di spaziare in diversi campi e con diverse tecniche, alla base delle quali restava il disegno.
Il primo dipinto conosciuto è l'Assunzione di Santa Maria Egiziaca (tempera e olio su tavola, cm 209,5 x 166,2), del 1460 ca., conservato a Staggia Senese, frazione di Poggibonsi, in provincia di Siena, nei locali attigui alla chiesa di Santa Maria Assunta. L'iconografia, così riconosciuta dal Berenson, è plausibilmente errata; sembra più felice leggervi un momento della leggenda di Maria Maddalena, che, ritiratasi in eremitaggio in una zona desertica della Francia, si nutriva del pane eucaristico portatole quotidianamente dagli angeli, che la elevavano al cielo. A sostegno di questa lettura, la considerazione della somiglianza della figura femminile con la famosa statua della Maddalena scolpita da Donatello pochi anni prima per il Battistero di Firenze.
Il suo interesse verso la mitologia lo portò a realizzare per il Palazzo Medici, negli anni Sessanta del Quattrocento, le Fatiche di Ercole, in tre opere perdute, ma di cui esiste una riproduzione in due piccole celebri tavolette oggi agli Uffizi: Ercole e l'idra e Ercole e Anteo, databili tra il 1470 e il 1480.

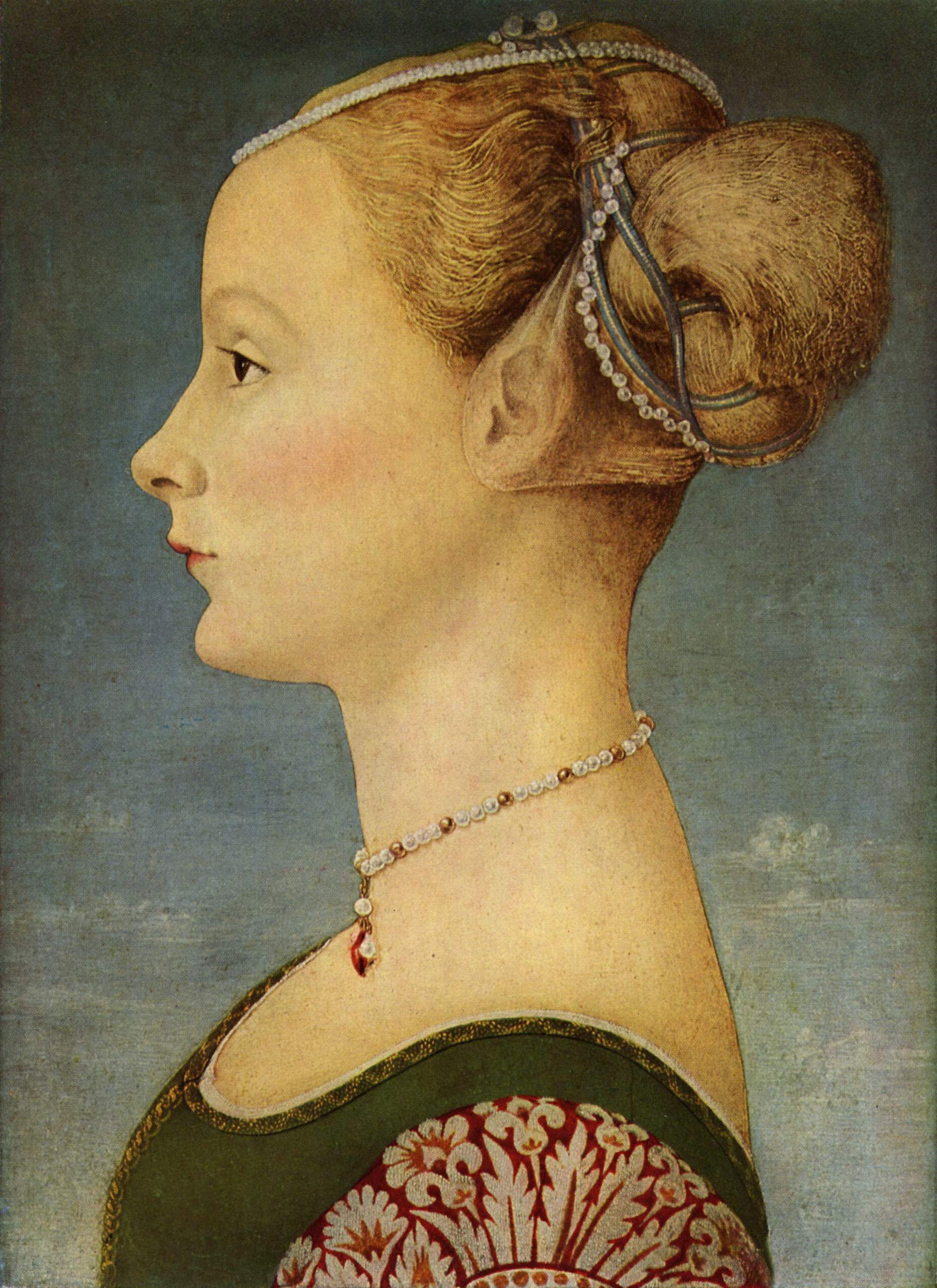
Antonio del Pollaiolo (o Piero del Pollaiolo), Ragazza di profilo, Museo Poldi Pezzoli, Milano

L'artista viene ricordato anche per i freschissimi ritratti di Giovani gentildonne, quasi tutte anonime: la più nota è certamente il Ritratto di donna di profilo, opera simbolo del Museo Poldi Pezzoli di Milano (1470-1475), anche se si tratta di un'opera variamente attribuita sia ad Antonio che a Piero (la critica comunque recentemente sembra protendere per il primo - cfr. A. Galli, 2005, p. 35), cui è però riferito dal Museo medesimo.
Secondo le sue volontà testamentarie Antonio fu sepolto a Roma, nella basilica di San Pietro in Vincoli, sulla sinistra, entrando in chiesa.

## Opere
- Croce del Tesoro di San Giovanni, 1457-1459, argento e smalti, altezza 250 cm, Firenze, Museo dell'Opera del Duomo
- San Michele Arcangelo, 1460, Museo Bardini, Firenze
- Busto di ragazzo in armatura da parata, 1460-1470, terracotta, altezza 50 cm, Firenze, Museo Nazionale del Bargello
- Assunzione o Comunione mistica di santa Maria Maddalena (o di Maria Egiziaca), 1460 circa, tempera e olio su tavola, 209,5x166,2 cm, Staggia Senese, Chiesa di Santa Maria Assunta.
- Battaglia di dieci uomini nudi, 1460-1465, incisione, 42,4x60,9 cm, Cleveland, Cleveland Museum of Art
- Milone di Crotone, 1465 circa, stucco dipinto e dorato su legno, Parigi, Museo del Louvre
- Nudi danzanti, 1465 circa, affreschi, Firenze, Villa La Gallina
- Ventisette disegni per i ricami del Parato di San Giovanni, 1466-1488, seta e filo d'oro, 22x33 cm circa ciascuno, Firenze, Museo dell'Opera del Duomo
- Pala del cardinale del Portogallo (con Piero del Pollaiolo), 1466-1467 circa, olio su tavola, 172x179 cm, Firenze, Galleria degli Uffizi
- Niccolò Machiavelli, 1465 circa, 53cm, Museo del Bargello, Firenze
- Ercole e Deianira, 1470 circa, olio su tavola trasferita su tela, 54,6x79,2 cm, New Haven, Yale University Art Gallery
- Ritratto di donna di profilo (attribuito da alcuni al solo Piero del Pollaiolo), 1470-1475, tempera e olio (?) su tavola, 45,5x32,7 cm, Milano, Museo Poldi Pezzoli
- Adamo, 1470-1480, matita nera, penna e acquarello su carta, 28,3x17,9 cm, Firenze, Uffizi, Gabinetto dei Disegni e delle Stampe
- Ercole e l'idra, 1475 circa, tempera grassa su tavola, 17,5x12 cm, Firenze, Uffizi
- Ercole e Anteo, 1475 circa, tempera grassa su tavola, 16x9 cm, Firenze, Uffizi
- Ercole e Anteo, 1475 circa, bronzo, altezza 46 cm, Firenze, Museo Nazionale del Bargello
- Ercole in riposo (attr. incerta), 1475-1480, bronzo, 40,5 cm, Berlino, Bode-Museum
- Crocifisso, 1470-1480, sughero, 160x160 cm, Firenze, Basilica di San Lorenzo
- Croce di San Gaggio, 1477-1480, smalto su argento, Firenze, Museo nazionale del Bargello
- Studio per la statua equestre di Francesco Sforza, 1480 ca., disegno a penna e bistro, New York, Metropolitan Museum of Art
- Natività del Battista (pannello dell'Altare argenteo di San Giovanni), 1477-1483 circa, argento, Firenze, Museo dell'Opera del Duomo
- Monumento funebre di Sisto IV, 1484-1493, bronzo, Città del Vaticano, Basilica di San Pietro, Museo del Tesoro di San Pietro
- Ercole, 1492-1494 circa, bronzetto, h 44,1 cm col piedistallo, New York, Frick Collection
- Monumento funebre di Innocenzo VIII, 1493-1497, bronzo parzialmente dorato, 335x238 cm (dimensioni massime nell'assetto attuale), Città del Vaticano, basilica di San Pietro